# Catharina Regina von Greiffenberg
Catharina Regina von Greiffenberg (Viehdorf, 7. rujna 1633. – Nürnberg, 10. travnja 1694.) bila je austrijska protestantska barokna pjesnikinja. Svrstana je među najznačajnije austrijske barokne autore. Studirala je filozofiju, povijest i teologiju.

## Životopis
Rođena je u dvorcu Seiseneggu u Viehdorfu 7. rujna 1633. godine u protestantskoj plemićkoj obitelji. 
Zbog dugotrajne protureformacije koja je pogodila Austrija, odvojenosti od protestantskih zajednica, u njoj je nastala duboka, unutarnja pobožnost s pijetističkima-mističnima osobinama. Govorila je nekoliko jezika, uključujući španjolski, francuski, talijanski i latinski.
Krajem 1650-ih postala je bliska s pjesnicima Nirnberškoga kruga, tzv. Pegnesischer Blumenorden. Godine 1662. bez njenoga znanja pjesnici Pegnesischer Blumenordena objavili su Geistliche Sonette, Lieder und Gedichte, njenu prvu zbirku pjesama. Ta zbirka smatra se njenim najvažnijim djelom.
Pokušala je preobratiti Leopolda I. na protestantizam.
Austrijske katoličke vlasti dugi su niz godina maltretirale nju i njezinu obitelj. Kao rezultat vjerskoga progona, bila je prisiljena napustiti zemlju i odseliti se u Nürnberg 1680. godine. 
Pisala je pjesme za djelo Slava Vojvodine Kranjske.
Umrla je u Nürnbergu 10. travnja 1694. godine u 60. godini života.

## Djela
Catharina Regina von Greiffenberg napisala je oko 250 soneta, uglavnom religiozno-moralne i filozofske tematike.
- Geistliche Sonnette / Lieder und Gedichte zu Gottseeligem Zeitvertreib, 1662
- Des Allerheiligst- und Allerheilsamsten Leidens und Sterbens Jesu Christi Zwölf andächtige Betrachtungen, 1672
- Sieges-Seule der Buße und Glaubens / wider den Erbfeind Christliches Namens, 1675
- Der Allerheiligsten Menschwerdung / Geburt und Jugend JEsu Christi / Zwölf Andächtige Betrachtungen, 1678
- Leben, Lehre und Wunderwerke Christi, 1683
- Des Allerheiligsten Lebens JESU Christi Sechs Andächtige Betrachtungen Von Dessen Lehren und Wunderwercken. 1693
- Des Allerheiligsten Lebens JESU Christi Ubrige Sechs Betrachtungen Von Dessen Heiligem Wandel / Wundern und Weissagungen von und biß zu seinem Allerheiligsten Leiden und Sterben. Denen auch eine Andacht vom Heiligen Abendmahl hinzugefügt, 1693.

## Daljnje čitanje
- Rochus von Liliencron (1879), "Greiffenberg, Catharina Regina Freifrau von", Allgemeine Deutsche Biographie (ADB) (in German), 9, Leipzig: Duncker & Humblot, p. 633
- Käte Lorenzen (1966), "Greiffenberg, Catharina Regina Freifrau v.", Neue Deutsche Biographie (NDB) (in German), 7, Berlin: Duncker & Humblot, pp. 33–33
- Cristina M. Pumplun (2003). "Greiffenberg, Catharina Regina von". In Bautz, Traugott (ed.). Biographisch-Bibliographisches Kirchenlexikon (BBKL) (in German). 21. Nordhausen: Bautz. cols. 540–547. ISBN 3-88309-110-3.
- Martin Bircher (ed.): Sämtliche Werke in 10 Bänden. Millwood NY 1983
- Joy A. Schroeder, "The Prenatal Theology of Catharina Regina von Greiffenberg.”  Lutheran Forum 46/3 (2012):50-56.
- Lynne Tatlock (ed. and tr.), Catharina Regina von Greiffenberg: Meditations on the Incarnation, Passion, and Death of Jesus Christ (Chicago, 2009) (The Other Voice in Early Modern Europe).
- Kathleen Foley-Beining: The Body and Eucharistic Devotion in Catharina Regina von Greiffenberg's "Meditations".   Camden House: 1997.

## Vanjske poveznice
- Catharina Regina von Greiffenberg, Wikizvor na njemačkome jeziku
- Literatura o njoj i njenim djelima na Njemačkoj nacionalnoj knjižnici
- Njene publikacije ili publikacije o njoj na VD-17
- Djela Catharine Regine von Greiffenberg, Zeno.org
- Djela Catharine Regine von Greiffenberg  Arhivirana inačica izvorne stranice od 15. veljače 2021. (Wayback Machine) na Projekt Gutenberg-DE